# 兹维·马尔诺维策
兹维·马尔诺维策（希伯來語：‎，1945年—）是一位犹太表现主义画家，他出生于以色列、贝内贝拉克的一个犹太宗教（超正统）家庭。他成长于一个与现代世界相隔绝的社会，身处这样一种环境，他从小就得高强度以及不间断地学习犹太法典，但是，他却做出了非同寻常、英勇无畏的决定，立志要成为一位艺术家，并取得重大的成就。在奥地利、拉克斯山麓赖歇瑙接受培训期间，他得到了艺术家 Wolfgang Manner的大力支持以及艺术家恩斯特·福克斯，（梦幻现实主义派的著名代表人物，这是由20世纪的维也纳艺术家组成的一个派别，提倡早期的绘画大师技巧与宗教、秘教象征主义的融合）的细心指导。随后，马尔诺维策开创了自己独一无二的绘画风格来描绘一系列跨越宗教和世俗世界的主题。
虽然马尔诺维策的创作灵感很多时候是来自于伦勃朗（1606-1669）的众多肖像作品以及弗朗西斯科·戈雅（1746-1828）的浪漫主义画风，但是他仍独具风格，因为他巧妙地将欧洲的表现主义与传统、宗教主题融合在一起。他的绘画方式在一定程度上折射出他的生活方式——包容现代思想的同时一贯保持他所接触的宗教传统。从犹太教祭祀到納粹大屠殺幸存者再到咖啡屋的顾客，他的油画作品呈现出多元化的人物主题。他所有的作品都有着一个共同的特点——从他所描绘人物的脸部表情，特别是他们的眼神中，我们可以读懂这些人物的内心世界和生活故事。他因其艺术充满人性和普遍性而闻名于世。他的油画作品早已在特拉维夫、东京、巴黎、纽约、洛杉矶、伦敦、阿姆斯特丹、悉尼、柏林以及其它各大城市的拍卖会、画廊、画展中崭露头角。

## 早年生活
马尔诺维策生于1945年，他是古尔犹太家庭中唯一的一个男孩。他的父亲是波兰人而他的母亲是德国人。关于他早期接受的教育，他的父母把他送到犹太儿童宗教学校（希伯来语：חדר，意思是“房间”）读书，这是一所教授犹太教基本知识以及希伯来语的传统性小学。在学习宗教知识期间，马尔诺维策开始尝试绘画，他运用旧床单和木材废料创作出了他的第一副“帆布油画”作品。小兹维的才能很快就受到贝内贝拉克的邻居以及才华横溢的以色列艺术家——耶胡达・沃尔斯坦纳的赏识，在兹维13岁那年，耶胡达・沃尔斯坦纳答应当他的老师。沃尔斯坦纳在超正统犹太城市——贝内贝拉克的市中心将绘画的基本原理教授给这位年轻的艺术家。在贝内贝拉克，整个社会都严格遵守犹太律法，所以艺术非常罕见。马尔诺维策说过：“我会经常回到沃尔斯坦纳的身边接受他的指导直到我确信自己的作品已超过他的水准。”其它的一些艺术家也开始意识到这个男孩的才能。比如，雕塑家埃吕尔・卡瑟夫也曾给过他一些指导，对于他在绘画方面的天赋表达出无比的激动之情。

他家庭以及犹太人民的悲剧性历史给他的整个生活和职业生涯笼上了一层阴影。自从童年，他就担负起崇高的使命要通过绘画创作来与大屠杀以及流亡这些惨痛的记忆作斗争。12岁时，马尔诺维策创作了一幅黑色墨水的素描，画中的主要人物从一个洞穴中涌现，而上方则勾勒了正在阳台上休息的纳粹士兵。他在这幅画的边缘位置写下了“Galut”这个词，其意思是“流亡”。他始终无法忘怀家人在大屠杀中的丧生以及祖父所遭受的纳粹分子的不公正待遇（包括纳粹分子试图在他祖父的胡子上点火）。出生于第二次世界大战结束的1945年，对于小兹维来说，流亡成为他惨痛的回忆，但同时也给他带来艺术的灵感 。

当他有幸为新近成立的以色列国服役之后，才算真正兑现了自己要通过油画创作来振兴犹太文化的承诺。1963年，马尔诺维策应征加入了以色列国防军（IDF）。服役满期后，他转入殡葬部担任预备役军人。

## 职业生涯的开端
1966年，马尔诺维策与他的妻子比尔哈结婚并开始在特拉维夫南部的一个木工作坊里工作。在从事木工期间，他与当地的居民——甚至包括小贩、乞丐、药瘾者都相处融洽，而这些人也恰恰成为他油画作品中的主要人物。

## 教育
1977年，马尔诺维策 进入特拉维夫的Avni学院 （页面存档备份，存于）进行短期的学习。而后，他继续到欧洲接受培训，在培训期间，他接触、了解了收藏于阿姆斯特丹荷兰国家博物馆（Rijksmuseum）（荷兰语发音：[rɛi̯ks myˈzeʏm]）（英语：State Museum）中的伦勃朗•哈尔曼松•范•莱因的作品以及收藏于西班牙主要国家艺术博物馆——普拉多博物馆（Museo del Prado）（位于马德里中部）中的弗朗西斯科・戈雅的作品。

| brit milah 1980 |

在欧洲学习期间，他主要是在紧挨维亚纳的拉克斯山麓赖歇瑙接受培训。培训期间，他还与艺术家恩斯特・福克斯一起参加研讨会。恩斯特・福克斯是维亚纳“梦幻现实主义”美术学校的创始人和重要成员之一。马尔诺维策在福克斯的指导下学习了弗兰德以及维亚纳艺术大师的艺术技巧。后来，这位享有盛誉的油画大师（恩斯特・福克斯）在马尔诺维策的首次画展举办之前就他学生（马尔诺维策）的天资挥笔写下以下评语：
“兹维虽然生于以色列，但是他非常精通于具有欧洲传统的油画创作 […]他因卑微的虔诚而踏入油画创作的世界，但其实这正是他优势的所在[…]他极具天赋的才能让他能够毫不犹豫地抓住展现在他眼前的各种机会，并且我也确信他的朋友、他的艺术仰慕者（很荣幸我也是其中之一）一定不会对他的艺术成就感到失望  。从这个意义上讲，我真心希望他的首次画展能够圆满成功。” ——恩斯特・福克斯，奥地利 ，赖歇瑙安德拉克斯，1979年8月9日。
马尔诺维策于1978年回到以色列，这一年，他创作了“浸禮池中的提拉”等油画作品。与欧洲的绘画大师接触、交往之后，他对艺术的创作更加满怀激情，他变卖了自己的房子和车子，坚定不移地要继续走职业艺术家这条道路。在自己的艺术生涯走上正轨后，他再次离开以色列前往巴黎学习和工作（1979年）。

## 艺术

### 风格
马尔诺维策的绘画风格可以说是表现主义风格，他的这种表现主义风格实际上是受西班牙浪漫主义艺术家——弗兰西斯科・戈雅的暗色调和流畅笔触以及伦勃朗・梵・莱茵的不朽肖像作品的影响。他因  擅长描绘人物的面部表情而闻名，他对人物表情的描绘看似简单，但如果观察入微，我们会发现其实每个人物的表情都极具深度，仿佛在讲述他们戏剧性的生活故事。

### 主题

#### 超正统犹太主义（哈西德主义）
尽管马尔诺维策近几年开始接触现代正统犹太主义（现代正统犹太主义是一场试图将宗教价值观以及犹太律法的遵守与现代世界相融合的运动），但是他一直都清楚在精神上自己始终是犹太社会的一员，他是在犹太社会中成长起来并接受了教育。他精神上与犹太社会的紧密相连赋予他艺术的灵感，将“通过世俗世界为上帝服务”的犹太人物融入到自己的作品中。马尔诺维策始终坚守物质世界仅仅是精神世界的延伸这样一种犹太信仰。相应，他的油画作品就是折射出他在世俗的物质世界中寻求精神世界的这样一种理念。
在“痛哭”这幅作品中，马尔诺维策描绘了一个惊慌失措而张开双臂的虔诚派犹太教徒，他张着嘴，眼神中透漏出惊恐的神情。画中的这个人物对着让他感到痛苦的世界做了这样一个手势，而这种手势似乎就是将物质世界与充满信念的精神世界联系起来。但是，他随后创作的“斗牛舞”这幅作品（1985）却通过揭露神与世俗、残忍、腐败的人类一起的生活反向强调了这种联系。画中，前虔诚派犹太教徒正在表演公牛舞，这是物质世界以及金犊的象征，而在犹太传统中，金犊等同于堕落、物质和偶像崇拜。

#### 大屠杀和流亡
马尔诺维策的艺术与他家族的历史以及犹太人民的历史是不可分割的。他的民族性理念揭示了犹太人原本就是共同祖先的家人、远方表亲，并且共通祖先也和他们古代圣殿时期的家园以及当今的现代以色列国有着密切的关系这样一种观点。 在“难民”这幅作品中，马尔诺维策描绘了一些面部无法被看清的人物，但是这些人物的其它特征，包括头罩、珠子、长衣，很明显地体现出他们是犹太人。这些人物非人化而模糊不清的面孔实际上是在表达整个犹太历史中反复流亡给犹太人民带来的痛苦。在这幅特别的作品中，他通过描绘一个被夷为平地的犹太居民区（位于撒玛利亚山丘）来影射另一场现代的颠沛流亡，这场流亡是埃及大逃亡、 巴比伦流放或西班牙驱逐的延续。这是唯一一幅以流亡为主题的油画作品。

第二年，马尔诺维策又创作了“逃亡”（2007）这幅作品，他在这幅作品中描绘了犹太人民从加沙地带的脱离，这是从21个犹太居民区的单边撤离。尽管这幅作品所涉及的是一次特殊的政治事件，但是他的创作无形当中为现代“流亡”和圣殿时期以来犹太人民所遭受的流亡建立了联系。而这幅作品的标题以及他选择对年长者的描绘更进一步加强了这种联系，因为作品的标题直接涉及埃及大逃亡，而年长者更能代表普遍的难民，而不是仅局限于那些被驱逐出加沙或犹太地区的难民。画中人物所呈现的是希望的破灭和无法得到神的应许这样一种状态。

#### 日常生活场景
马尔诺维策在日本的个人画展上卖出的第一幅作品是抽着雪茄的犹太导师的肖像画。“刚开始，我根本不知道为什么这个日本男人能够认出画中的人物是犹太导师。”他继续追问这个日本顾客从画中人物的脸部看到了什么，日本顾客回答说：“人物的脸部蕴含着一些普遍相通的东西，并且显露出一种通常的人生阅历。”

马尔诺维策总是会描绘一些犹太人以及非犹太人的生活场景。他油画作品中所描绘的场所和人物都是生活中寻常可见的，比如咖啡屋中的陌生人、施舍处的流浪汉以及酒馆中的醉汉等。但是，这些人物的脸部表情却总是隐含着一些非凡的故事，这些故事才是隐藏于现象背后最具深度的东西

## 画展以及画廊
1.1977 - 沙拉基画廊，特拉维夫 (团体展)

2.1977 - 赫茨尔街面包房，特拉维夫 (个展)

3.1978 - Bental画廊，特拉维夫(个展)

4.1979 - 隶属哈达萨・克拉钦画廊，特拉维夫

5.1979 - Schoninger 画廊，慕尼黑(个展)                                                                            

6.1980 - 哈达萨・克拉钦画廊，特拉维夫(个展)

7.1982 - 费城(团体展)

8.1983 - 莉莲・海登贝格画廊，纽约

9.1983 - 乌尔巴赫画廊，维也纳 (团体展)

10.1983 - 叶史瓦大学博物馆，纽约 (个展)

11.1986 - 丸之内画廊， 东京 (个展)

12.1988 - 隶属Mayanot画廊 （页面存档备份，存于）, 耶路撒冷

13.1992 - 丸之内画廊，东京 (个展)

14.1996-2012 - 由Mayanot 画廊进行展览，耶路撒冷

15.2000 - 由Mayanot 画廊出版个人画册, 耶路撒冷

16.2002 -华尔道夫酒店，纽约(个展)

17.2002 - 艺术家接待和画作义卖，拉宾综合医学中心慈善晚宴，纽约。参加晚宴的主要人物有美国第42任总统威廉・杰斐逊・克林顿 、安佰深投资集团联合创始人及副总裁阿兰・帕特里科夫 （页面存档备份，存于）和CNN 脱口秀著名主持人拉里・金 。

18.2007 – Mayanot画廊，耶路撒冷(个展)

## 著名作品
| brit milah 1980 |